# Mitch Marner
Mitchell Marner (nacido el 5 de mayo de 1997)  más conocido como "Mitch Marner" es un jugador de Hockey sobre hielo profesional canadiense que juega como  extremo derecho y capitán suplente de los Toronto Maple Leafs de la Liga Nacional de Hockey (NHL). Marner nació en Markham, Ontario, y creció en Thornhill. Fue seleccionado cuarto en general por los Maple Leafs en el Draft de entrada de la NHL de 2015.

## Carrera

### Juvenil
Mientras Marner crecía, comenzó a desarrollar sus habilidades sobre hielo con la escuela de hockey 3 Zones. Asistió a The Hill Academy en Vaughan, Ontario, y luego a Blyth Academy.
Marner jugó su carrera menor en la región de Durham y en la Greater Toronto Hockey League (GTHL). Jugó en la temporada 2011-12 con los Vaughan Kings y ganó un título de GTHL.
Para la temporada 2012-13, Marner hizo la transición a Don Mills Flyers of the GTHL, donde jugó su año de enano menor, registrando 86 puntos en 55 juegos. Terminó segundo en puntuación en el GTHL detrás de Dylan Strome (quien entonces jugaba con los Toronto Marlboros). Al final de su temporada con los Flyers, Marner fue invitado de inmediato a unirse a los St. Michael's Buzzers de la Ontario Junior A Hockey League, donde ganó un campeonato.
Durante su temporada de enano menor, Marner inicialmente no estaba seguro de sus planes para la temporada siguiente. Recibió una oferta de beca de la Universidad de Míchigan para jugar en el equipo de hockey sobre hielo de los Wolverines, mientras que también fue seleccionado por los London Knights en la primera ronda de la Selección Prioritaria de la OHL de 2013, en el puesto 19 de la general.
A pesar de recibir una oferta de beca de la Universidad de Míchigan, Marner decidió firmar con los London Knights, quienes lo seleccionaron en la primera ronda de la Selección Prioritaria de 2013.

#### Ascenso 2014-2015
Marner tuvo una sólida temporada de novato con los Knights, registrando 59 puntos en 64 juegos y fue subcampeón del novato del año de OHL, detrás de Travis Konecny.
Durante la temporada 2014-15, Marner jugó magníficamente junto a su compañero de línea Max Domi. A medida que avanzaba la temporada, Marner fue incluido constantemente como uno de los mejores prospectos en el Draft de entrada de la NHL de 2015, y se incluyó definitivamente entre los diez primeros, si no entre los cinco primeros. Lideraría la liga en anotaciones durante la mayor parte de la temporada hasta que Dylan Strome de los Erie Otters registró seis puntos en el último juego de la temporada, lo que llevó a Marner al segundo lugar. Como recompensa por su destacada temporada de segundo año, Marner fue incluido en el primer equipo All-Star de OHL y recibió el Trofeo Jim Mahon Memorial como el jugador de ala derecha con mayor puntuación de OHL. Marner fue seleccionado cuarto en general por la ciudad natal de Toronto Maple Leafs en el Draft de 2015.
El 28 de julio de 2015, los Leafs firmaron a Marner con un contrato de nivel de entrada de tres años.
Marner con los Caballeros de Londres en enero de 2016
El 1 de octubre de 2015, Marner fue nombrado co-capitán de los Caballeros junto con su compañero de equipo Christian Dvorak. Marner jugó la mayor parte de la temporada como lateral derecho en línea con Dvorak y Matthew Tkachuk. El trío fue una fuerza dominante y los Caballeros terminaron la temporada regular como el equipo con mayor puntuación en la OHL. El propio Marner terminó la temporada regular segundo en la OHL anotando con 116 puntos en 57 juegos y fue galardonado con el Trofeo Red Tilson como el jugador más destacado del año de la OHL.
Marner jugó un papel importante durante la carrera de playoffs de los Knights en 2016, lo que resultó en que el equipo ganara el Campeonato OHL. Lideró los playoffs en anotación y con 44 puntos en 18 juegos y fue galardonado con el premio Wayne Gretzky 99 como MVP de los playoffs.
Marner ayudó a los Caballeros a ganar la Copa Memorial 2016. Ganó tanto el Stafford Smythe Memorial Trophy como el Ed Chynoweth Trophy como MVP del torneo y máximo anotador.
Marner fue el segundo jugador (después de Brad Richards en 2000) en ganar una Copa Memorial, un Trofeo Stafford Smythe Memorial, Jugador del Año CHL, un trofeo MVP de la liga (Trofeo Red Tilson) y un trofeo MVP de los playoffs de la liga (Wayne Gretzky 99 Premio) en la misma temporada.

### Debut Profesional y Toronto Maple Leafs

#### 2016–17
Después de un campo de entrenamiento y una pretemporada impresionantes (en los que lideró al equipo con cuatro asistencias), se anunció que Marner permanecería en la lista de Toronto Maple Leafs para la próxima temporada 2016-17. Hizo su debut en la NHL en la apertura de la temporada del equipo el 12 de octubre. A pesar de un primer juego efectivo con seis tiros a puerta, se vio eclipsado por un debut histórico de cuatro goles de su compañero de equipo Auston Matthews. El siguiente juego en su primera noche jugando en Hockey Night en Canadá, Marner anotaría su primer gol en la NHL después de recibir un pase entre sus piernas. Registraría la primera asistencia de su carrera cuatro días después.
El 27 de octubre de 2016, en un juego contra los Florida Panthers, Marner tuvo su primer juego multipunto, acumulando tres asistencias para llevar a los Leafs a una victoria por 4-2. Marner luego tendría su primer juego de varios goles contra los Buffalo Sabres el 3 de noviembre de 2016, cuando los Leafs ganaron 2-1. El 15 de noviembre de 2016, Marner anotó tres puntos en la victoria por 6-2 sobre los Nashville Predators, que en ese momento lo empataron a la cabeza como el máximo anotador de Leafs (con James van Riemsdyk) por primera vez en su carrera.
Marner fue nombrado Novato del Mes de la NHL en enero de 2017 después de liderar a todos los novatos con 11 asistencias y 15 puntos en 13 juegos. También lideró a todos los novatos con ocho puntos de power-play e igualó un juego de tres puntos, el más alto de su carrera. Marner fue el tercer Leaf en ser nombrado Novato del Mes durante la temporada 2016-17, lo que convirtió a los Maple Leafs en el primer equipo de la NHL con tres homenajeados diferentes al Novato del Mes en una campaña.
Marner también estableció el récord de Maple Leafs de más asistencias en una temporada por parte de un novato con 42 en el año. Esto rompió el récord anterior que ostentaba Gus Bodnar durante 73 años, quien tuvo 40 asistencias en la temporada 1943-1944. Marner pasó toda la temporada en línea con Van Riemsdyk y Tyler Bozak, encontrando química ofensiva con los dos veteranos y logró terminar el año con 61 puntos. El trío de Marner, William Nylander y Auston Matthews se convirtió en el segundo equipo desde los Nordiques de Quebec de 1981 en tener tres novatos que terminaron con al menos 60 puntos. Su juego ayudó al equipo a clasificarse para los playoffs de la Copa Stanley 2017, donde anotó su primer gol en los playoffs en su primer turno del Juego 1. Marner registró cuatro puntos en la serie, pero no fue suficiente ya que el equipo perdió en seis juegos contra el Capitales de Washington cabeza de serie.

#### 2017-18
El 19 de diciembre de 2017, durante el Next Century Game de los Maple Leafs, Marner rompió una sequía de goles de 15 juegos y registró un juego de cuatro puntos, la primera vez en su carrera. Marcó un gol y tres asistencias para ayudar a derrotar a los Carolina Hurricanes por 8-1. El 10 de febrero de 2018, Marner anotó su primer juego de cinco puntos (dos goles y tres asistencias), convirtiéndose en el primer jugador de los Leafs en registrar cinco puntos en un juego desde Tomáš Kaberle en 2009. Marner terminó la temporada regular liderando a los Leafs en asistencias. y puntos, y estableciendo récords personales en goles, asistencias y puntos. Su juego ofensivo ayudó a los Leafs a su segunda aparición consecutiva en los playoffs de la Copa Stanley. Durante los playoffs de la Copa Stanley de 2018, Marner se convirtió en el primer jugador de Maple Leafs desde Brian Leetch en tener una racha de cinco puntos en los playoffs de la Copa Stanley. Lideró a los Leafs en la puntuación de los playoffs con nueve puntos, pero los Maple Leafs fueron eliminados por los Boston Bruins en siete juegos durante la primera ronda.

#### 2018-19
El 9 de octubre de 2018, Marner registró un juego de cuatro puntos (un gol y tres asistencias) en la victoria por 7-4 sobre los Dallas Stars. El 27 de octubre, Marner registró la asistencia número 100 de su carrera en un gol que empató el juego de Jake Gardiner contra los Winnipeg Jets para ayudar a los Leafs a ganar 3-2. En los últimos 20 años, solo Mario Lemieux registró más asistencias primarias en sus primeros 24 juegos de la temporada que Marner, quien registró 22 asistencias primarias en sus primeros 24 juegos. El 3 de enero, Marner empató un récord de Maple Leaf por el gol más rápido para comenzar un juego al anotar siete segundos en un juego contra Minnesota Wild. Marner volvió a anotar en el mismo período, pero los Leafs perdieron 4-3 ante los Wild. El 17 de enero de 2019, Marner registró un gol durante una victoria por 4-2 sobre Tampa Bay Lightning, líder de la liga, convirtiéndose en el primer jugador en la historia de la franquicia Maple Leafs en comenzar su carrera en la NHL con tres temporadas consecutivas de 60 puntos. El 23 de febrero, durante una victoria por 5-3 sobre el rival Montreal Canadiens, Marner registró dos asistencias para registrar el punto número 200 de su carrera en la NHL. Terminó la temporada regular liderando al equipo en anotaciones y tercero en la NHL con asistencias con récords personales de 26 goles, 68 asistencias y 94 puntos, convirtiéndose en el primer Maple Leaf en registrar al menos 90 puntos en una temporada desde Mats Sundin en 1996. –97.

#### 2019-20
El 13 de septiembre de 2019, Marner firmó un contrato de $65.358 millones por seis años con los Maple Leafs. Al comienzo de la temporada 2019-20, Marner fue nombrado capitán suplente del equipo. El 9 de noviembre de 2019, durante un partido contra los Philadelphia Flyers, Marner cayó torpemente sobre su pierna y se esperaba que se perdiera un mínimo de 4 semanas debido a una lesión en el tobillo. Jugó fuerte en su regreso el 4 de diciembre en una derrota ante Colorado Avalanche. El 23 de diciembre de 2019, Marner registró el segundo juego de cinco puntos de su carrera (dos goles y tres asistencias) en una emocionante victoria por 8–6 sobre los Carolina Hurricanes en el tercer juego anual Next Generation de los Leafs. Con una desventaja de 6-4 en el tercer período, Marner provocó el regreso de los Leafs cuando conectó un pase giratorio sobre hielo de Auston Matthews para reducir la ventaja de los Hurricanes. Mitch luego preparó a Tyson Barrie para el gol del empate del juego 53 segundos después. Apenas 6 segundos después de empatar, Marner robó el disco y marcó el gol de la escapada de la victoria. Mitch había registrado el juego anterior de cinco puntos de los Leafs el 10 de febrero de 2018. El 11 de enero de 2020, fue seleccionado para participar en el Juego de Estrellas de la NHL por primera vez en su carrera. El 7 de febrero de 2020, Marner registró su asistencia número 200 en la NHL con un gol tardío en la prórroga anotado por John Tavares en la victoria por 5-4 sobre los Anaheim Ducks.

#### 2020-21
El 15 de abril de 2021, Marner se convirtió en el cuarto jugador en la historia de los Maple Leafs en registrar al menos cinco temporadas consecutivas con 40 asistencias. Liderados por los dos máximos anotadores Matthews y Marner, los Maple Leafs terminaron primeros en la División Norte de Canadá y se enfrentaron a los Montreal Canadiens en la primera ronda de los playoffs de la Copa Stanley de 2021, pero perdieron en siete juegos después de perder una ventaja de 3-1 en la serie. Marner anotó solo cuatro asistencias en la quinta salida temprana consecutiva de los Maple Leafs, lo que le dio 25 puntos en 32 juegos de playoffs. En 2021, Mitch Marner fue reconocido como el ala superior derecha de la NHL y fue nombrado como primer equipo NHL All Star.

## Vida personal
Marner nació en Markham, Ontario, y pasó la mayor parte de su vida en el barrio de Thornhill. Sus padres son Paul y Bonnie Marner, y tiene un hermano mayor, Christopher, cuatro años mayor. Los Marner se consideran una familia de animales; actualmente tienen dos mascotas: un gato llamado Burbank y un labrador chocolate llamado Winston.
Marner asistió a Hill Academy, una escuela privada enfocada en atletismo, ubicada en Vaughan. Más tarde iría a la Academia Blyth. En Blyth, Marner se asoció con los compañeros de equipo de los Caballeros Christian Dvorak y Owen MacDonald para establecer un café conocido como MOD Feast, siendo "MOD" un acrónimo de los nombres de cada creador (Marner, Owen y Dvorak). El grupo ofreció "rosquillas y esas cosas", y los viernes se designaron para servir pizza.
Al crecer, Marner era fanático de los Toronto Maple Leafs, el equipo que eventualmente lo seleccionó. También era fanático de los Chicago Blackhawks y los Pittsburgh Penguins debido a la presencia de sus dos jugadores favoritos, Patrick Kane y Sidney Crosby. Marner ha enumerado su película favorita como Step Brothers, su programa de televisión favorito como The Big Bang Theory y citó sus videojuegos favoritos como las series Grand Theft Auto y Call of Duty.
En julio de 2020, Marner se convirtió en copropietario de OverActive Media, una empresa de deportes electrónicos con equipos de Call of Duty y Overwatch con sede en Toronto.